# Acanthoplistus acutus
Acanthoplistus acutus är en insektsart som beskrevs av Henri Saussure 1877. Acanthoplistus acutus ingår i släktet Acanthoplistus och familjen syrsor. Inga underarter finns listade i Catalogue of Life.